# کارت پرواز
کارت پرواز یا مجوز سوار شدن، به سندی گفته می‌شود که توسط شرکت هواپیمایی صادر می‌شود و نشان‌دهنده اجازه مسافر برای پرواز با هواپیما می‌باشد. در کارت پرواز اطلاعاتی مانند شناسایی مسافر، شماره پرواز، تاریخ و زمان برنامه‌ریزی شده برای پرواز درج می‌شود.